# Campanicola formosana
Espèce
Campanicola formosana est une espèce d'araignées aranéomorphes de la famille des Theridiidae.

## Distribution
Cette espèce est endémique de Taïwan.

## Étymologie
Son nom d'espèce lui a été donné en référence au lieu de sa découverte, Formose.

## Publication originale
- Yoshida, 2015 : Parasteatoda and a new genus Campanicola (Araneae: Theridiidae) from Taiwan. Bulletin of the Yamagata Prefectural Museum, vol. 33, p. 25-38.